# Statens råd för atomforskning
Statens råd för atomforskning (även kallat Atomforskningsrådet) var en tidigare svensk myndighet som verkade åren 1959–1977. Det var ett forskningsråd som förmedlade finansiering till forskning inom bland annat kärnfysik och kärnkemi. När det bildades tog rådet över uppgifter från Atomkommittén. År 1977 övergick uppgifterna till Naturvetenskapliga forskningsrådet.